# Chlumetia guttiventris
Chlumetia guttiventris är en fjärilsart som beskrevs av Walker 1866. Chlumetia guttiventris ingår i släktet Chlumetia och familjen nattflyn. Inga underarter finns listade i Catalogue of Life.